# Jonathan Crary
Jonathan Crary est un critique d'art et essayiste américain. Il est professeur d'art moderne et d'esthétique à l'Université Columbia de New York.

## Biographie
Il fait ses études supérieures à l'Université Columbia où il obtient un Bachelor of Arts en histoire de l'art en tant que major de promotion, puis un Ph.D. en 1987. Parmi ses professeurs, il a Edward Saïd, Meyer Schapiro, F. W. Dupee (en), et Lucien Goldmann. Il obtient aussi un Bachelor of Fine Arts du San Francisco Art Institute où il étudie le cinéma et la photographie.
Son premier poste est à l'Université de Californie à San Diego où il enseigne les arts visuels. Depuis 1989, il est 
professeur à l'Université Columbia. Il a été professeur invité à Princeton et Harvard.

## Travaux

### 24/7:Le Capitalisme à l'assaut du sommeil
En 2013, il publie 24/7: Late Capitalism and the Ends of Sleep (publié en France en 2014 sous le titre 24/7:Le Capitalisme à l'assaut du sommeil). Dans ce livre, il analyse le rapport entre sommeil et capitalisme. Ainsi pour Crary, « Depuis la dernière décennie du XXe siècle jusqu’à aujourd’hui, avec l’effondrement des formes de capitalisme contrôlées ou régulées aux États-Unis et en Europe, il n’y a plus aucune nécessité interne à ce que le repos et la récupération demeurent des facteurs de croissance et de profitabilité économique. Dégager du temps de repos et de régénération humaine coûte à présent tout simplement trop cher pour être encore structurellement possible au sein du capitalisme contemporain ». Le capitalisme qui s'est développé après avoir brisé au préalable les structures des sociétés rurales, est en train de coloniser non seulement l’esprit humain mais surtout son repos. Car le sommeil demeure le plus grand affront et insolent bastion de résistance à la voracité du capitalisme car il est difficile de lui attribuer une valeur, alors que « la plupart des nécessités apparemment irréductibles de la vie humaine – la faim, la soif, le désir sexuel et, récemment, le besoin d'amitié – ont été converties en formes marchandes ou financiarisées ».

## Publications

### Originales en anglais
- Techniques of the Observer: on Vision and Modernity in the Nineteenth Century. Cambridge, MA: MIT, 1990.
- Origins of Modern Visual Culture | Department of Art History | Columbia University. Visual Media Center | Columbia University in the City of New York. Web. 13 Apr. 2011.
- Suspensions of Perception: Attention, Spectacle and Modern Culture Cambridge (Mass.): MIT, 2000.  (ISBN 9780-585270821)
- 24/7: Late Capitalism and the Ends of Sleep London and New York: Verso, 2013.  (ISBN 978-1781680933)

### Traduites en français
- Techniques de l'observateur : Vision et modernité au XIXe siècle, Bellevaux, Éditions Dehors, 2016. (première édition (épuisée) : L'Art de l'observateur : Vision et modernité au XIXe siècle, Editions Jacqueline Chambon, 1994, 234 p.
- 24/7 : Le Capitalisme à l'assaut du sommeil [« 24/7: Late Capitalism and the Ends of Sleep »]  (trad. de l'anglais), Paris, Zones, 2014, 140 p. (ISBN 978-2-35522-066-1)
- L'écorchement du monde : Pour en finir avec l'ère numérique : vers un monde post-capitaliste [« Scorched Earth. Beyond the Digital Age to a Post-Capitalist World »]  (trad. de l'anglais), Dijon, Les Presses du réel, 2025, 184 p. (ISBN 978-2-37896-354-5)